# Habala
Habala este un mic sat de munte în provincia 'Asir din Arabia Saudită. A fost locuit la început de o comunitate tribală cunoscută ca "oamenii floare" datorită obiceiului lor de a îmbrăca ghirlande din ierburi uscate și flori în păr. În trecut, satul era accesibil numai prin intermediul scărilor de frânghie de unde îi provine și numele. În arabă Habala înseamnă frânghie.
În anii 1990 a fost construită o telecabină pentru accesul în satul tradițional, dar și pentru a impulsiona turismul în zonă. În consecință "oamenii floare" au fost deposedați de casele lor și forțați să se mute într-un sat modern creat pentru ei în valea de dedesupt. Când au refuzat mutarea, au fost evacuați cu forța de către Garda Națională Saudită. Astăzi o parte din băștinași pot să se întoarcă în satul lor, dar numai pentru a-și interpreta dansul tradițional pentru turiști în timpul lunilor de vară.

## Sursă
- John R. Bradley. Saudi Arabia Exposed: Inside a Kingdom in Crisis, Palgrave Macmillan, 2005. ISBN 1403964335